# Floarea soarelui (film din 1970)
Floarea soarelui (în italiană I girasoli) este un film dramatic italo-sovietic din 1970, regizat de Vittorio De Sica. A fost primul film occidental care a fost filmat în URSS. Unele scene au fost filmate lângă Moscova, în timp ce altele lângă Poltava, un centru regional din Ucraina.

## Rezumat
Giovanna (Sophia Loren) și Antonio (Marcello Mastroianni) se căsătoresc pentru a amâna mobilizarea lui Antonio în timpul celui de-al Doilea Război Mondial. După douăsprezece zile de fericire, ei pun la cale un alt plan, în care Antonio se preface a fi nebun. În cele din urmă, Antonio este trimis pe frontul rus. Războiul se termină, dar Antonio nu se întoarce în Italia și este considerat ca dispărut pe front. În ciuda șanselor mici, Giovanna este convinsă că adevărata ei dragoste a supraviețuit războiului și se află încă în Uniunea Sovietică. Hotărâtă, ea pleacă în Uniunea Sovietică pentru a-l găsi.

## Distribuție
- Sophia Loren — Giovanna
- Marcello Mastroianni — Antonio
- Liudmila Savelieva — Mașa (Maria)
- Galina Andreeva — Valentina, funcționară sovietică
- Anna Carena⁠(d) — mama lui Antonio
- Germano Longo⁠(d) — Ettore
- Nadia Serednicenko — femeia din câmpurile de floarea soarelui
- Glauco Onorato⁠(d) — soldat italian întors de pe front
- Silvano Tranquilli⁠(d) — muncitor italian în Rusia
- Marisa Traversi — prostituată
- Gunars Cilinskis — funcționar ministerial rus
- Carlo Ponti, Jr. — copilul Giovannei
- Pippo Starnazza⁠(d) — funcționar italian
- Dino Peretti
- Giorgio Basso

## Lansare
Filmul a fost lansat în ziua sărbătoririi Sfântului Iosif, 19 martie 1970, în 5 orașe cheie din Italia. Difuzarea filmului a fost extinsă la încă 13 orașe de Paște. A fost primul film italian care a fost dublat și proiectat la Radio City Music Hall din New York. În primele 2 luni și jumătate de difuzare în cinematografele din Italia, filmul a adus încasări de 1 milion de dolari.
A fost lansat în Uniunea Sovietică în anul 1971 și a avut parte de un mare succes comercial, fiind vizionat de 41,6 milioane de spectatori în cinematografele din această țară.

## Premii
- David di Donatello : Cea mai bună actriță (Sophia Loren)
- Nominalizare la premiul Oscar pentru cea mai bună coloană sonoră